# Marija Wladimirowna Naschtschokina
Marija Wladimirowna Naschtschokina (russisch Мари́я Влади́мировна Нащо́кина; * 30. November 1953) ist eine russische Architektin und Kunsthistorikerin.

## Leben
Marija Naschtschokina studierte am Moskauer Architektur-Institut in der Fakultät für Städtebau bei B. K. Jeremin und I. G. Leschawa. Darauf arbeitete sie im Allunionskombinat für wissenschaftliche Restaurierungen und restaurierte die Parkanlagen der Villa Grebnewo bei Frjasino und der Villa Mamonow auf den Sperlingsbergen in Moskau. Sie erarbeitete die Konzeption und Planung für das Museum für städtische Holz-Architektur im Tulaer Kreml, die jedoch nicht zur Ausführung kam. Sie kehrte dann an das Moskauer Architektur-Institut zurück, um bei Professorin T. F. Sawarenska zu promovieren. Mit ihrer Dissertation Das antike Erbe der russischen Architektur in der Mitte des 19. Jahrhunderts wurde sie 1983 zum Doktor der Kunstgeschichte promoviert (entsprechend einer Habilitation). Anschließend wurde sie in das Moskauer Forschungsinstitut für Theorie und Geschichte der Architektur und des Städtebaus berufen, das seit 1993 zur Russischen Akademie für Architektur und Bauwissenschaften gehört. Dort leitet sie die Abteilung für Architektur der Neuzeit.
Naschtschokina ist eine bedeutende Expertin der Architektur-Geschichte zum Übergang vom 19. ins 20. Jahrhundert mit dem Aufblühen des Jugendstils. Sie ist Erste Stellvertreterin des Präsidenten der Gesellschaft zur Erforschung der russischen Villa, Verfasserin und wissenschaftliche Redakteurin der Zeitschrift Die russische Villa (seit Nr. 6), und beteiligt sich an der Vorbereitung und Durchführung wissenschaftlicher Konferenzen und breiterer Tagungen. Mehr als zehn Jahre war sie daneben Generaldirektorin des Verlages Schiraf, eines der führenden landeskundlichen Verlage Russlands. Sie ist Mitglied der Union der Architekten Russlands und der Vereinigung der Kunstwissenschaftler sowie Korrespondierendes Mitglied der Russischen Akademie für Architektur- und Städtebau-Wissenschaften.
2004 schrieb sie zusammen mit anderen einen offenen Brief an den Präsidenten und die Regierung der Russischen Föderation zum Schutz der verfallenden historischen Gebäude in Moskau.

## Preise und Ehrungen
- Makarij-Preis 1. Stufe (benannt nach dem Moskauer Metropoliten Makarij Bulgakow (1816–1882))
- Gutnow-Preis für Städtebau (benannt nach dem Architekten Alexei Elbrusowitsch Gutnow (1937–1986))
- A. Blok-Preis der russischen Zeitschrift Unser Erbe[3]
- 5 Medaillen und etliche Diplome der Russischen Akademie für Architektur- und Städtebau-Wissenschaften
- Gold-Diplome des jährlichen Internationalen Architektur-Festivals
- Medaille der National-Stiftung Renaissance der russischen Villa für jahrelange Erforschung und Popularisierung der Denkmäler der russischen Kultur, Architektur und Gartenkunst (2012)
- Gold-Ehrenzeichen des 22. Internationalen Festivals Architektur 2014 für die Buch-Serie über den Architekten Lew Nikolajewitsch Kekuschew (1862–1917).
- Verdiente Architektin der Russischen Föderation (2014)

## Werke (Auswahl, russisch)
- Architekten der Moskauer Moderne. Schiraf, Moskau 1998.
- 100 Architekten der Moskauer Moderne. 2., verbesserte Auflage. Schiraf, Moskau 2000, ISBN 5-89832-017-2.
- Die Moskauer Moderne. Schiraf, Moskau 2003, ISBN 5-89832-042-3.
- Architekten der Moskauer Moderne – Werk-Porträts. 3. Auflage. Schiraf, Moskau 2005, ISBN 5-89832-043-1.
- Russische Gärten – 18. Jahrhundert und erste Hälfte des 19. Jahrhunderts. Art-Rodnik, Moskau 2007, ISBN 978-5-9794-0049-5.
- Russische Gärten – Zweite Hälfte des 19. Jahrhunderts und Anfang des 20. Jahrhunderts. Art-Rodnik, Moskau 2007, ISBN 978-5-9794-0020-4.
- Die russische Villa im Silbernen Zeitalter. Ulei, Moskau 2007, ISBN 978-5-91529-001-2.
- Antikes Erbe in der russischen Architektur der Nikolai-Zeit. Progress-Tradizija, Moskau 2011, ISBN 978-5-89826-366-9.
- Moskauer Moderne. 3., verbesserte Auflage. Kolo, St. Petersburg 2011, ISBN 978-5-901841-65-5.
- Der Moskauer Architekt Lew Kekuschew. Kolo, St. Petersburg 2012, ISBN 978-5-901841-97-6.
- Lew Kekuschew – das Architektur-Erbe Russlands. Verlag Rudenzovych, Moskau 2013, ISBN 978-5-902887-14-0.
- Moskauer Architektur-Keramik. Progress-Tradizija, Moskau 2014, ISBN 978-5-89826-434-5.